# 13486 Morgangibson
13486 Morgangibson eller 1981 UT29 är en asteroid i huvudbältet som upptäcktes den 24 oktober 1981 av den amerikanska astronomen Schelte J. Bus vid Palomar-observatoriet. Den är uppkallad efter Morgan S. Gibson.
Asteroiden har en diameter på ungefär 11 kilometer och den tillhör asteroidgruppen Eos.